# Hermann von Scheve
Hermann von Scheve (* 30. Oktober 1819 in Neustrelitz; † 20. Juni 1884 in Kissingen) war ein Mecklenburg-Schweriner Verwaltungs- und Justizbeamter.

## Leben
Hermann Scheve wurde als Sohn des Justizkanzleidirektors, Kammerherrn und Majoratsherrn Theodor von Scheve (1786–1855) geboren. Adolph Ludwig Karl von Scheve war sein Großvater. Nach dem Abitur am Gymnasium Carolinum in Neustrelitz studierte er an der Ruprecht-Karls-Universität Heidelberg, Rheinischen Friedrich-Wilhelms-Universität Bonn und der Universität Rostock Rechtswissenschaften. 1841 wurde er Mitglied des Corps Borussia Bonn. 1843 schloss er sich dem Corps Vandalia Rostock an. Nach dem Studium trat er in den mecklenburg-schwerinschen Staatsdienst und wurde Justiz- und Ministerialrat. Er war Direktor der Justizkanzlei, Präsident des Landgerichts, Präsident der Disziplinarkammer, landesherrlicher Kommissar der mecklenburgischen Fideikommissbehörde und Schatzmeister der mecklenburgischen Genossenschaft des Johanniterordens.
Aus seiner Ehe mit Agnes, geborene von Stralendorff (1824–1901), gingen fünf Kinder hervor, drei Töchter, unter ihnen die Malerin Sophie von Scheve, und die beiden Söhne Friedrich Theodor, der ebenfalls Jura studierte, und Sohn Hermann, der im Geburtsjahr 1860 verstarb. Die zweitälteste Tochter Philippine ehelichte den Kammerherrn Otto Freiherr von Rodde, die jüngste Tochter Marie blieb unvermählt.